# Ferdinand von Wright
Ferdinand von Wright, född 19 mars 1822 på Haminanlax nära Kuopio, död där 31 juli 1906, var en finländsk målare, tecknare och en av bröderna von Wright. Han målade i huvudsak landskap och fåglar.

## Biografi
Ferdinand von Wright var son till majoren Henrik Magnus von Wright och Maria Elisabet Tuderus samt bror till Magnus och Wilhelm von Wright. Ferdinand von Wright begav sig 1837 till sina bröder i Sverige och stannade där till 1844, främst sysselsatt med att måla lägre djur och växter för naturvetenskapliga ändamål. Liksom sina bröder var han nästan autodidakt bortsett från viss handledning från sin bror och avbrutna studier i Konstakademiens principskola i Stockholm. Han vistades en tid vid Kristinebergs zoologiska station i Bohuslän där han utförde illustrationer av blötdjur för professor Sven Lovéns räkning och han utförde ett flertal växtillustrationer till Peter Fredrik Wahlbergs publicerade Svensk botanik IV–IX. Dessutom assisterade han sin bror med illustrationerna till Skandinaviens fiskar, målade efter lefvande modell. Han utförde efter Carl J. Sundevalls anvisningar illustrationerna till Zoologisk handatlas för skolor  1843 som senare utgavs i utökade upplagor. Han vikarierade en kortare tid för sin bror som tecknare vid Vetenskapsakademien. 

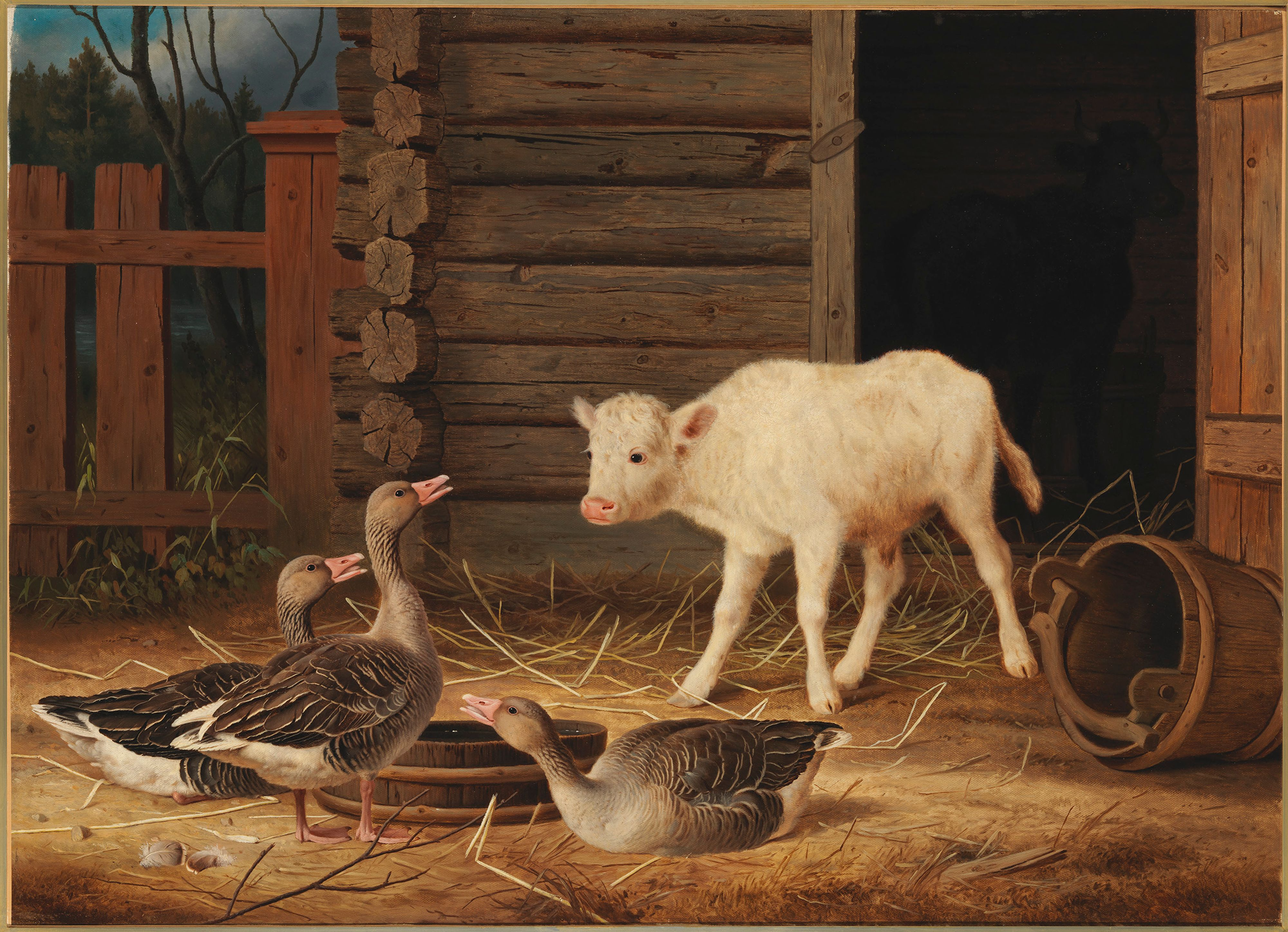
Den första överraskningen målad 1880.

Han återvände till Finland 1844 där han under en period tog del av Robert Wilhelm Ekmans teckningsundervisning i Åbo samt en studieresa till Berlin och Dresden där han studerade för Johan Christian Dahl och Siegwald Dahl 1858–1859. Med kortare avbrott för besök hos brodern Wilhelm i Bohuslän tillbringade han sin mesta tid i födelsebygden som han skildrade i talrika målningar i akvarell och olja. Han medverkade några gånger i Konstakademiens utställningar där han belönades med en guldmedalj 1866 och han var från 1847 representerad i en rad finländska samlingsutställningar. Han tilldelades en silvermedalj från Vetenskapsakademien i Sankt Petersburg 1873 och en silvermedalj vid den allmänna finska industri- och konstutställningen i Helsingfors 1873. Han belönades med Finska Konstföreningens hederspris 1879 och ett hedersomnämnande vid Finska konstföreningens 10-årsutställning i Helsingfors 1885. En minnesutställning med hans och hans bröders konst visades i Helsingfors 1928–1929.  Han erhöll 1885 livstidspension av finländska regeringen. 
Ferdinand von Wrights fågelbilder är förträffliga zoologiska planscher. Han var den konstnärligt mest betydande av de tre bröderna. Det är livfull karakteristik i hans fåglar. Anordningen är pittoresk, djur och landskap sammansmälter till en hel bild ur naturen. Av hans många bilder kan nämnas kungs- och havsörnar från olika år, Berguv, som slår ned på en hare (1860), Skator kring en död tjäderhöna (1867), Lantlig idyll (svin och skator; 1875) och Stridande tjädertuppar (1886), alla jämte några finländska landskap i Finska konstföreningens galleri. Förutom djurbilder består hans konst av stadsutsikter och herrgårdsinteriörer, stilleben, landskap och porträtt.
Von Wright är representerad vid Åbo Akademi, Ateneum samt Cygnaei galleri i Helsingfors, Norrköpings konstmuseum och Nationalmuseum i Stockholm.
Han tilldelades Litteris et Artibus 1866.